# Lucy Ayoub
Lucy  Ayoub (arabul: لوسي ايوب, héberül: לוסי איוב; Haifa, 1992. június –) izraeli televíziós műsorvezető. A 2019-es Eurovíziós Dalfesztivál társműsorvezetője és az izraeli eurovíziós dalválasztó show állandó műsorvezetője.

## Magánélete
Lucy Haifában született, édesapja arab-keresztény, édesanyja askenázi zsidó, aki házasságuk után kereszténységre tért át. Lucynak egy testvére és három nővére van. Apai nagymamája palesztin menekültek lány volt, akik az 1948-as arab-izraeli háború idején Libanonba menekültek. Anyai nagyszülei holokauszt túlélők voltak: anyai nagyapja náci koncentrációs táborban volt, míg anyai nagyanyja Romániában élte túl a partizánokat. Lucy mind a keresztény, mind a zsidó ünnepeket családja különböző részeivel együtt ünnepli, miközben személyesen ateista. Gyerekként katolikus karmelita iskolában tanult szülővárosában. Meséket és verseket ír, mind arabul, mind héberül. Később katonának bevonult katonának az izraeli hadseregbe és 2 évig repülési szimulátor oktatóként szolgált az izraeli légierőben.
2016 óta filozófiát, politikát, gazdaságot és jogot tanul a Tel Aviv-i Egyetemen. 2017-től párkapcsolatban él Etay Barral.

## Karrierje
2016-ban csatlakozott az újonnan létrejött izraeli közmédiához, ahol eleinte íróként és videósként helyezkedett el, később rádiós és televíziós műsorokat vezetett.
2018-ban ő közvetítette az izraeli szakmai zsűri szavazatait az Eurovíziós Dalfesztiválon. Később botrányt kavart a médiában, mivel Miri Regev, az izraeli kulturális miniszter, szerint nem volt helyén való, hogy a pontok ismertetése alatt arabul beszélt és nem említette meg Jeruzsálemet.
2019.  január 26-án bejelentettek, hogy Bar Refaeli, Erez Tal, Assi Azar és Lucy Ayoub lesznek a 2019-es Eurovíziós Dalfesztivál műsorvezetői Tel-Avivban. Két napra rá Assival közösen vezették az elődöntők felosztásának sorsolását.
2020-ban és 2021-ben ő vezette az izraeli eurovíziós nemzeti dalválasztó műsort. 2021-ben ismét ő közvetítette az izraeli szakmai zsűri szavazatait az Eurovíziós Dalfesztiválon.